# Els Vader
Els Scharn-Vader (née le 24 septembre 1959 à Flessingue et morte le 8 février 2021 à Culembourg) est une athlète néerlandaise spécialiste du sprint. Elle mesurait 1,62 m pour 52 kg et concourait pour le Zeeland Sport.

## Biographie
Elle abandonna prématurément le 100 m aux Jeux olympiques de 1980, mais atteignit la demi-finale du 200 m.
Elle s'est classée 4e au 200 m lors des Championnats d'Europe d'athlétisme en salle 1982 à Milan et en 1983 à Budapest. Elle atteignit les quarts de finale du 100 m aux Championnats du monde d'athlétisme 1983 à Helsinki, de même qu'aux Jeux olympiques de 1984 à Los Angeles, où elle atteignit la demi-finale du 200 m.
Elle remporta la médaille de bronze du 200 m aux Championnats d'Europe d'athlétisme en salle 1985 du Pirée et se classa 5e au 60 m. Aux Championnats d'Europe d'athlétisme 1986 à Stuttgart, elle faisait partie de l'équipe néerlandaise du Relais 4 × 100 mètres qui se classa 7e.
Elle s'est classée 4e au 60 m lors des Championnats d'Europe d'athlétisme en salle 1987 à Liévin et 6e aux Championnats du monde d'athlétisme en salle 1987. Elle dut déclarer de nouveau forfait en quarts de finale pour l'épreuve des 100 m aux Jeux olympiques de Séoul.
Elle a été cinq fois championne du 100 m des Pays-Bas (1979–1982, 1984) et sept fois championne du 200 m (1979–1982, 1984, 1986, 1988). Elle a détenu 6 fois le titre national du 60 m en salle (1979–1982, 1984, 1985) et 5 fois celui du 200 m (1982, 1984, 1985, 1987, 1988),.
Elle a partagé pendant 38 ans la vie du coureur de demi-fond Haico Scharn, et est décédée d'un cancer à l'âge de 61 ans.

### Palmarès
| Date | Compétition                    | Lieu    | Résultat | Épreuve    | Performance |
| ---- | ------------------------------ | ------- | -------- | ---------- | ----------- |
| 1977 | Championnats d'Europe juniors  | Donetsk | 6e       | 200 mètres | 24 s 34     |
| 1985 | Championnats d'Europe en salle | Athènes | 3e       | 200 mètres | 23 s 64     |
| 1987 | Championnats d'Europe en salle | Liévin  | 4e       | 60 mètres  | 7 s 19      |

### Records
| Épreuve    | Performance | Lieu     | Date         |
| ---------- | ----------- | -------- | ------------ |
| 100 mètres | 11 s 17     | Lisbonne | 14 juin 1986 |
| 200 mètres | 22 s 81     | Pescara  | 2 août 1981  |